# Yekaterínovka (Krasnodar)
Yekaterínovka (del ruso: Екатери́новка) es un seló del raión de Shcherbínovski del krai de Krasnodar, en Rusia. Está situado en la orilla derecha del río Yeya (en las marismas del limán Yeiski), junto a la frontera septentrional del krai (tras la que se halla el óblast de Rostov), 9 km al nordeste de Staroshcherbínovskaya y 184 km al norte de Krasnodar, la capital del krai. Tenía 2 659 habitantes en 2010.
Es cabeza del municipio Yekaterínovskoye, al que también pertenecen Krasni Dar, Liubimov y Novi Put.

## Historia
La localidad fue fundada en el año 1796 por colonos campesinos rusos. En un principio era denominado sloboda Yeiskaya. En 1803 recibe el nombre de Yekaterínovka por la zarina Catalina II. Hasta 1920 toda la orilla derecha del Yeya formaba parte del distrito de Rostov del óblast del Voysko del Don.